# Интегрална психология
Интегралната психология е психология, която представлява една все-обхващаща по скоро с холистичен подход психология, отколкото ограничена и тясно специализирана. Включва и двете, по-нисшето, обичайното ниво на съзнание, и духовните или намиращите се извън обсега на физическите човешките възприятия, нива на съзнание. Важни личности, които са писали в сферата на Интегралната Психология са Шри Ауробиндо, Индра Сен, Харидас Чодри, и Кен Уилбър. Сен следва много близко Шри Ауробиндо, докато Чодри и Уилбър представляват съвсем различни теории.

## Шри Ауробиндо и Интегралната йога – Психология
Интегралната Психология започва в 1940 г., когато Индра Сен, един от последователите на Шри Ауробиндо и Майката, създава сферата на Интегралната Психология, базирана на сравнението на Интегралната йога – психология на Шри Ауробиндо и психологията на Фройд и Юнг.
Независимо от Сен, Н. В. Субанначар, също гледа на Социалната Психология и Интегралната еволюция от перспективата на психологията на Шри Ауробиндо.
Оттогава се появяват още няколко книги, които разглеждат или сравняват интегралната психология на Шри Ауробиндо, също и като всестранна компилация от анализите на Шри Ауробиндо за нивата на съзнание.
Йога- психологията на Шри Ауробиндо, също е представяна в научни и свързани с еволюцията контекстове на Дон Салмон и Ян Маслоу.

## Харидас Чодри
През 1970 г. Харидас Чодри представя първоначалната си интерпретация на Интегралната психология, с която постулира тройния принцип на неповторимостта, сродността и съвършеността, коренспондираща с личностните, междуличностните и извънличностните сфери на човешкото съществуване.

## Кен Уилбър
Както Сен, Кен Уилбър пише книга със заглавие Интегрална Психология, в която той излага неговия интегрален модел на съзнание за психологическата реалност. И това е първата книга в която той излага теорията за Спираловидната сила – модел на човешкото развитие. Уилбър идентифицира Интегралната Психология като „интегрално поле на съзнание“ което проявлява качества като „...познание, единство и хармония, холистизъм, динамичен диалектизъм, или универсален интегрализъм...“